# Al Jean
Alfred Ernest Jean III (n. 9 ianuarie 1961, Detroit, Michigan, SUA) este un scenarist și producător american. Acesta este cunoscut pentru contribuțiile sale la serialul de televiziune Familia Simpson. A crescut în apropiere de Detroit, Michigan și a absolvit Universitatea Harvard în 1981. Jean și-a început cariera de scenarist alături de colegul său Mike Reiss în anii 1980. Au lucrat împreună atât ca scenariști, cât și ca producători pentru emisiuni precum The Tonight Show Starring Johnny Carson⁠(d), ALF⁠(d) și It's Garry Shandling's Show⁠(d).
Celor doi au devenit parte din echipa de scenariști ai serialului american Familia Simpson în 1989. Aceștia au fost producători executivi⁠(d) principali în timpul celui de-al treilea (1991-1992) și al patrulea sezon (1992-1993), însă au părăsit proiectul după sezonul patru pentru a dezvolta serialul animat The Critic⁠(d). Sitcomul a fost difuzat pentru prima dată pe ABC în ianuarie 1994 și a primit recenzii pozitive din partea criticilor, însă a fost anulat după două sezoane din cauza ratingurilor proaste.
În 1994, Jean și Reiss au semnat un contract de trei ani cu The Walt Disney Company pentru a produce alte emisiuni de televiziune pentru ABC. Aceștia au creat și produs serialul Teen Angel⁠(d), însă a fost anulat după doar un sezon. Jean a revenit în echipa Familiei Simpson în timpul celui de-al zecelea sezon (1998-1999) și a devenit showrunner⁠(d) începând cu cel de-al treisprezecelea sezon în 2001. A rămas în această funcție până în sezonul 33⁠(d). De asemenea, a fost unul dintre scenariștii care au lucrat la filmul Familia Simpson (2007).

## Biografie
Alfred Ernest Jean III s-a născut la Detroit, Michigan la 9 ianuarie 1961. De origine irlandeză, a crescut în Farmington Hills, Michigan⁠(d) și a absolvit Liceul Harrison⁠(d). După ce a lucrat la magazinul de bricolaj⁠(d)al tatălui său, Jean a ajuns la Universitatea Harvard la doar șaisprezece ani și a absolvit în 1981 cu o diplomă de licență în matematică. Daryl Libow, unul dintre colegii de cameră ai lui Jean, a declarat că era un „as al matematicii” la Harvard, dar „curând s-a maturizat și și-a descoperit simțul umorului”. În căminul studențesc Holworthy Hall⁠(d) de la Harvard, Jean l-a întâlnit pe Mike Reiss; cei doi s-au împrietenit și au colaborat împreună la revista de umor The Harvard Lampoon⁠(d). Jeff Martin, un alt scriitor al revistei, a declarat că „erau indivizi foarte amuzanți și scriitori de comedie neobișnuit de cizelați pentru vârsta lor. N-am fost niciodată surprinși că au devenit oameni de succes.” Conform lui Jean, el și Reiss își petreceau mare parte din timp la revistă, aceasta fiind „practic a doua mea cameră de cămin”. În cele din urmă, a devenit vicepreședinte al publicației.

## Cariera

### Familia Simpson
Revista de umor National Lampoon i-a angajat pe Jean și Reiss după ce au absolvit în 1981. În anii 1980, cei doi au început să colaboreze la diverse materiale de televiziune. În această perioadă, au lucrat ca scriitori și producători la emisiuni de televiziune precum The Tonight Show Starring Johnny Carson, ALF, Sledge Hammer!⁠(d) și It's Garry Shandling's Show. În 1989, i s-a oferit un loc de muncă ca scenarist pentru serialul animat Familia Simpsons, un proiect de televiziune creat de Matt Groening, James L. Brooks și Sam Simon⁠(d). Mare parte din prietenii lui Jean nu erau interesați să lucreze pentru Familia Simpson, deoarece considerau că va fi un desen animat de scurtă durată. Totuși, Jean era un fan al operelor lui Groening, Brooks și Simon, motiv pentru care a acceptat oferta împreună cu Reiss.
Aceștia au fost membri ai echipei originale de scenariști a serialului și a lucrat la cele treisprezece episoade din primul sezon al serialului (1989–1990). În timp ce urmărea episodul pilot „Simpsons Roasting on an Open Fire” în decembrie 1939, Jean a conștientizat că acesta este cel mai mare proiect în care a fost implicat și că își dorește să lucreze la serial întreaga sa carieră.
Deși Jean este autor al mai multor episoade, acesta a declarat că procesul este cu precădere colectiv: „scenaristul principal [al unui episod] a scris cel mult 40% din scenariu. Este un adevărat efort colectiv.” Scenaristul menționat în genericul de deschidere⁠(d) al unui episod este persoana care a venit cu ideea din spatele episodului și cel care a scris prima schiță, nu cel care a contribuit cel mai mult la scenariul final. Jean a declarat că Lisa Simpson este unul dintre personajele pentru care scrie replicile cu mare plăcere.
Jean și Reiss au devenit showrunneri pentru Familia Simpson la începutul celui de-al treilea sezon (1991–92). Aceștia erau responsabili cu supravegherea tuturor proceselor prin care trecea un episod înainte de finalizare, inclusiv scrierea, animația, dublajul și muzica. Când a ajuns în această funcție, singurul lucru la care se gândea în fiecare zi era să nu distrugă „acest serial pe care îl iubește toată lumea”. Primul episod difuzat de Jean și Reiss a fost „Mr. Lisa Goes to Washington⁠(d)” (difuzat pe 26 septembrie 1991) și, îngrijorați că acesta ar putea fi dezamăgitor, au rescris de mai multe ori scenariul pentru a îmbunătăți scenele de umor.
Au rămas în funcția de showrunner până la sfârșitul celui de-al patrulea sezon în 1993. Deoarece serialul avea deja o reputație după primele două sezoane, cei doi au creat povești mai profunde pe parcursul mandatului lor. Conform lui Jean, acesta ar fi unul dintre motivele pentru care mulți fani și critici consideră sezonul trei și patru ca fiind cele mai bune sezoane ale serialului. Bill Oakley⁠(d), un alt scenarist al Familiei Simpson, a menționat că „Mike și Al sunt responsabili pentru cel mai bun lucru care a apărut vreodată la televizor, adică al treilea sezon din Familia Simpson”. Scenaristul Jay Kogen a declarat că „acei ani cu Al Jean și Mike Reiss la conducere au fost foarte buni.”

## Premii
Jean a primit nouă premii Emmy și două premii Peabody⁠(d) pentru contribuțiile sale la Familia Simpson. În 1997, acesta și Reiss au câștigat un premiu Annie⁠(d) la categoria „cea mai bună producție de televiziune” pentru episodul „The Springfield Files⁠(d)”. În 1991, au împărțit premiul CableAce la categoria „scenariu pentru un serial de comedie” pentru episodul „My Mother The Wife” din It's Garry Shandling's Show. În 2006, aceștia au primit premiul Animation Writers Caucus Animation Award, acordat de Writers Guild of America scriitorilor care „au dezvoltat literatura de animație în film și/sau televiziune de-a lungul anilor și care au adus contribuții remarcabile la profesia de scenarist de animație”.

## Viața personală
Din 2005, Jean locuiește în Los Angeles, California, împreună cu soția sa, scriitoarea de televiziune Stephanie Gillis⁠(d). Acesta are două fiice.